# Dub Gniewko
Dub Gniewko, polsky Dąb Gniewko, je solitérní památný strom dub letní (Quercus robur L.) u vesnice Brzoza na levém břehu veletoku Visla ve gmině Wielka Nieszawka v okrese Toruň v Polsku. Geograficky se nachází v makroregionu Pradolina Toruńsko-Eberswaldzka v Kujavsko-pomořském vojvodství.

## Další informace
Strom je památkově chráněn od 16. října 2014. Podle údajů z roku 2014:
| Obvod kmene (ve výčetní výšce): | 4,15 m |
| Výška stromu                    | 26 m   |

Dub Gniewko, společně s blízkými památnými stromy Lípa Bolka a Lípa Bratra Alberta, leží na turistické trase Szlak im. Stanisława Noakowskiego.